# Stattegg
Stattegg là một đô thị thuộc huyện Graz-Umgebung bang Steiermark, nước Áo. Đô thị Stattegg có diện tích 25,88 km², dân số thời điểm cuối năm 2008 là 432 người.